# Trabzonite
La trabzonite è un minerale.